# Hal Abelson

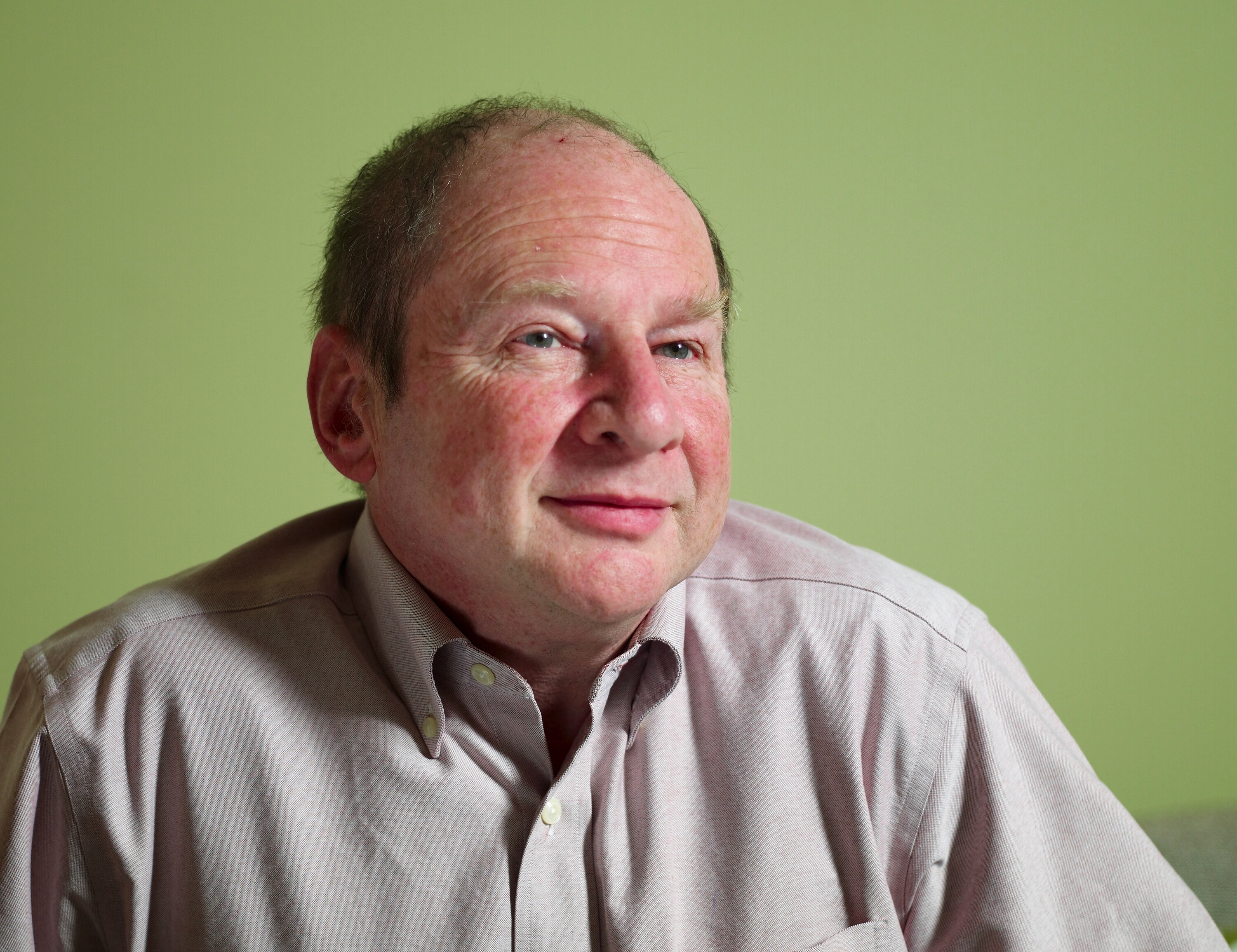
Hal Abelson 2007

Harold „Hal“ Abelson (* 26. April 1947) ist ein US-amerikanischer Informatiker und Professor am Massachusetts Institute of Technology (MIT).
Abelson studierte an der Princeton University mit dem Bachelor-Abschluss und wurde am MIT bei Dennis Sullivan in Mathematik promoviert. Er ist Class of 1922 Professor of Computer Science and Engineering am MIT.
Am MIT war er in der Entwicklung der Geometrie-Lehre anhand von Logo von Seymour Papert und dessen Turtle-Grafik aktiv (er implementierte auch Anfang der 1980er Jahre Logo auf dem Apple II und schrieb Bücher dazu) und er entwickelte mit Gerald Jay Sussman den Einführungskurs zur Informatik, der Gegenstand ihres einflussreichen Buches Structure and Interpretation of Computer Programs war. Mit Sussman leitete er auch das MIT Project on Mathematics and Computation (Werkzeuge für Scientific Computing).
Später arbeitete er mit Google zusammen (Sabbatjahr 2009) im App Inventor Projekt, eine Entwicklungsumgebung für das Android-Betriebssystem, die es auch unerfahrenen Nutzern erlauben soll Web-Applikationen zu programmieren. Es ist für mobile Computer gedacht und wird am MIT Center for Mobile Learning weiterentwickelt.
Für seine Leistungen in der Informatikdidaktik wurde er mehrfach ausgezeichnet: 1992 erhielt er den Bose Award (der Preis für Lehre der School of Engineering am MIT), 1995 den Taylor L. Booth Education Award der IEEE Computer Society, 2011 den ACM Karl V. Karlstrom Outstanding Educator Award und 2012 den ACM SIGCSE Award for Outstanding Contribution to Computer Science Education. Er war im MIT Council for Educational Technology und an der Entwicklung der Open Courseware am MIT beteiligt.
Im Auftrag des MIT untersuchte er 2013 den Fall Aaron Swartz.
2001 war er einer der Gründer von Creative Commons und er ist Gründungsmitglied der Free Software Foundation und ist in deren Board of Directors. 1992 war er einer der sechs MacVicar Faculty Fellows am MIT. Er war Direktor des Center for Democracy and Technology, einer Non-Profit-Organisation in Washington D.C.
Er ist Fellow der IEEE.

## Schriften (Auswahl)
- mit Nat Goodman, Lee Rudolph: LOGO Manual, MIT 1974
- mit Andrea diSessa: Turtle Geometry: The Computer As a Medium for Exploring Mathematics. Cambridge, Mass: MIT Press, 1981.
- Einführung in Logo, iwt 1981
- Logo for the Apple II, Byte Books 1982
- mit Gerald Jay Sussman: Structure and Interpretation of Computer Programs, MIT Press, McGraw Hill 1985, 1996
  - Deutsche Ausgabe: Struktur und Implementation von Computerprogrammen: eine Informatik Einführung, 4. Auflage, Springer 2001
- mit Harry R. Lewis: Blown to Bits: Your Life, Liberty, and Happiness After the Digital Explosion Addison-Wesley, 2008.
- mit David Wolber, Ellen Spertus, Liz Looney: App inventor : create your own Android apps , O'Reilly 2011